# Відов Олег Борисович
Олег Бори́сович Відов (рос. Оле́г Бори́сович Ви́дов; англ. Oleg Vidov; 11 червня 1943, Видне, Московська область, Російська РФСР — 16 травня 2017, Вестлейк-Вілледж, округ Лос-Анджелес, Каліфорнія, США) — радянський, російський і американський кіноактор і кінорежисер, Заслужений артист РРФСР (1974).

## Біографія
Закінчив школу робітничої молоді, працювати почав у 14 років.
У школі був авторітетом через свою здатність робити лице як у страуса.
В 1960 вперше знявся в епізоді фільму «Друг мій, Колька!». У січні 1962 року вступив у Всесоюзний державний інститут кінематографії (ВДІК) на акторський факультет (керівники курсу Яків Сегель, Юрій Побєдоносцев).
У 1963 році знімався у режисера Володимира Басова у фільмі «Заметіль» за повістю О. Пушкіна в ролі Володимира. В 1964 рік у знявся у фільмі Ераста Гаріна «Звичайне диво» в головній ролі. У 1965 році знімався в ролі князя Гвідона у фільмі режисера Олександра Птушко «Казка про царя Салтана».
Після закінчення ВДІКу активно знімався в кіно, здобув популярність як виконавець ролей благородних красенів. З 1967 по 1969 рік знімався в югославсько-американо-італійському фільмі «Битва на Неретві», а також в інших югославських фільмах. У 1970 році знявся у фільмі «Ватерлоо» Сергія Бондарчука. У 1970 році одружився, в шлюбі народився син В'ячеслав. У 1971 році знявся у фільмах «Джентльмени удачі» і «Могила лева».
У 1983 році поїхав до Югославії. Там знімався в декількох кінофільмах і двох ТВ-серіалах («Таємниця чорного дракона»).
У 1985 році переїхав до Австрії, потім до Італії. У вересні 1985 року виїхав до США.
У 1989 році одружився з Джоан Борстен. Подружжя створило фірму «Films by Дove» (FBJ). У 1992 році компанія «Films by Jove» отримала ліцензію на прокат за межами колишнього СРСР 1260 мультфільмів виробництва державної студії «Союзмультфільм».
Помер 16 травня 2017 року в Вестлейк-Вілледжі, округ Лос-Анджелес, Каліфорнія.
Поховання відбулось 20 травня у Голлівуді.